# Cambridge, Maryland
Cambridge är en stad i den amerikanska delstaten Maryland med en folkmängd, som uppgår till 12 326 invånare (2010). Cambridge är administrativ huvudort i Dorchester County, Maryland.

## Kända personer från Cambridge
- John Barth, författare
- Stephen Benson, Liberias president 1856-1864